# 乔治·P·布什
乔治·普莱斯考特·布什（英語： 1976年4月24日—）美国政治家、律师，得克萨斯土地办公室专员，佛罗里达州州长杰布·布什之子。2022年得克萨斯州检察长选举候选人。